# Leopoldo Sainz de la Maza
Leopoldo Sainz de la Maza y Gutiérrez Solana (Utrera, provincia de Sevilla, 22 de diciembre de 1879-Morón de la Frontera, 3 de febrero de 1954), I conde de la Maza, fue un militar, político y jugador de polo español. 

## Biografía
Su logro más importante fue una medalla de plata en el torneo de polo en los Juegos Olímpicos de Amberes 1920. El equipo estaba formado por los hermanos Figueroa, Álvaro y José (reserva) y por los también hermanos Fitz-James Stuart y Falcó, Hernando y Jacobo.
Coronel de Caballería retirado, diputado a Cortes por el distrito de Utrera en la legislatura de 1911 a 1914 y por el de Plasencia en 1918 y 1919, senador del reino por la provincia de Cáceres (1921-1922), caballero de la Orden de Calatrava y de Jerusalén, condecorado con las cruces de primera clase de María Cristina y del Mérito Militar, caballero de la Legión de Honor, Medalla Militar Italiana y otras, fue mayordomo de semana del rey Alfonso XIII de España, quien el 18 de abril de 1910 le concedió el título nobiliario de I conde de la Maza. 
Casó con María Cristina Falcó y Álvarez de Toledo, dama de la Real Orden de la Reina María Luisa y VII condesa de Frigiliana, con quien tuvo cuatro hijos, sucediéndoles en ambos títulos, Leopoldo Sainz de la Maza y Falcó.

## Participaciones en Juegos Olímpicos
- Amberes 1920, medalla de plata.
- París 1924, cuarto puesto.